# Basilique majeure
Le titre de basilique majeure (latin : basilica maior, basilicae maiores au pluriel) est donné à quatre basiliques catholiques situées à Rome et au Vatican : la basilique Saint-Jean-de-Latran, la basilique Saint-Pierre, la basilique Saint-Paul-hors-les-Murs et la basilique Sainte-Marie-Majeure.
La basilique majeure s'entend relativement aux basiliques mineures, c'est-à-dire les autres basiliques consacrées par le culte catholique dans le monde.
La basilique Saint-Pierre est située dans l'État de la Cité du Vatican, les trois autres basiliques majeures sont également la propriété du Saint-Siège mais elles sont situées en Italie et bénéficient de l'extraterritorialité depuis 1929 et les accords du Latran.

## Les quatre basiliques majeures
1. La basilique Saint-Jean-de-Latran est la cathédrale de l’évêque de Rome, c'est-à-dire le pape. Siège du trône papal, c'est la plus ancienne et la première dans l'ordre protocolaire des basiliques papales.
2. La basilique Saint-Pierre est construite sur l'emplacement de la tombe de l'apôtre Pierre, selon la tradition.
3. La basilique Saint-Paul-hors-les-Murs est sur la via Ostiense ou voie d'Ostie, sur l'emplacement de la tombe de l'apôtre Paul, selon la tradition.
4. La basilique Sainte-Marie-Majeure est la plus ancienne église romaine consacrée à la Vierge Marie.

Chacune de ces quatre basiliques possède une « Porte sainte », qui est solennellement ouverte au début de chaque Année sainte, puis fermée et murée à la fin de celle-ci.

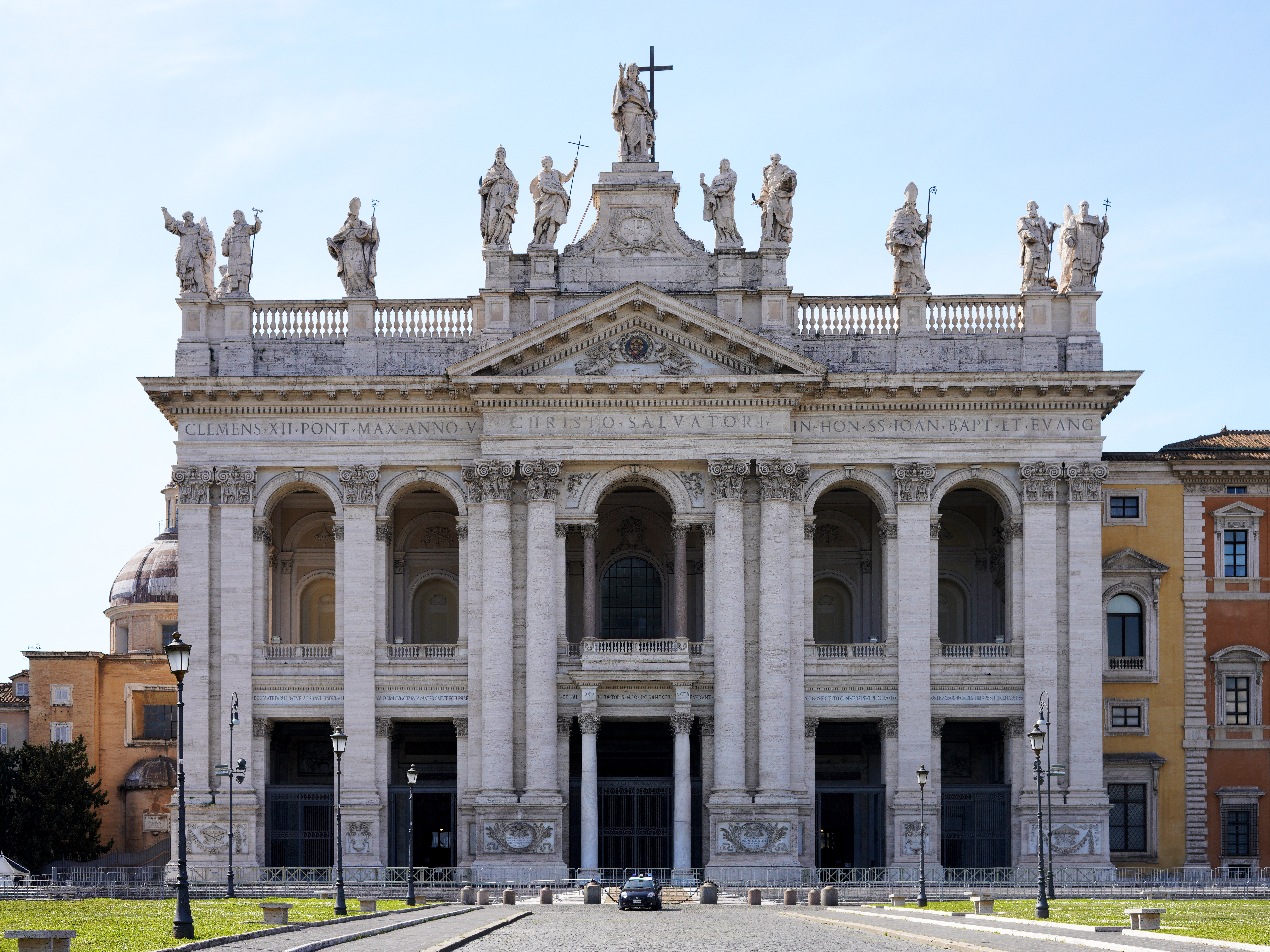
Saint-Jean-de-Latran.
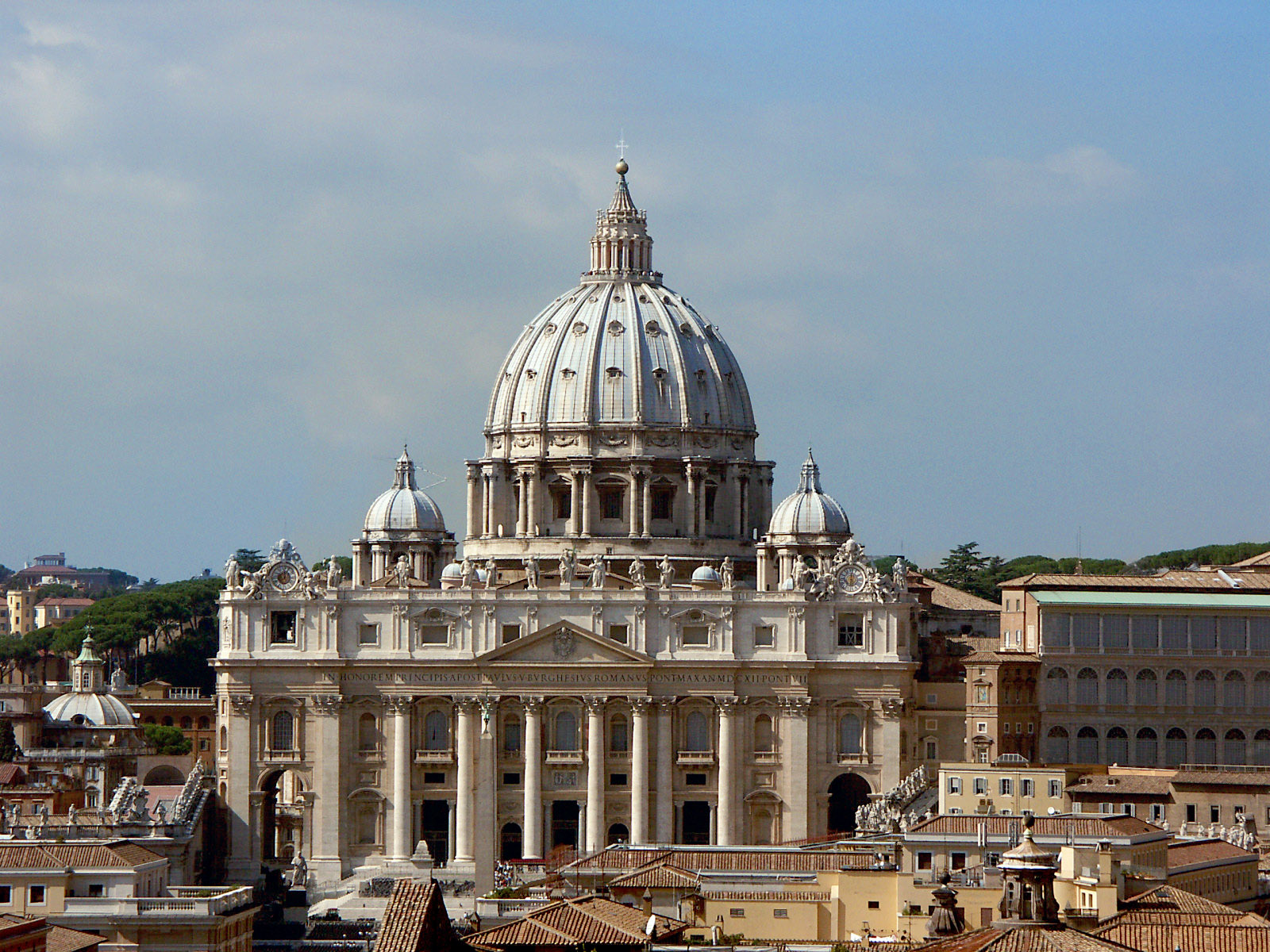
Saint-Pierre du Vatican.
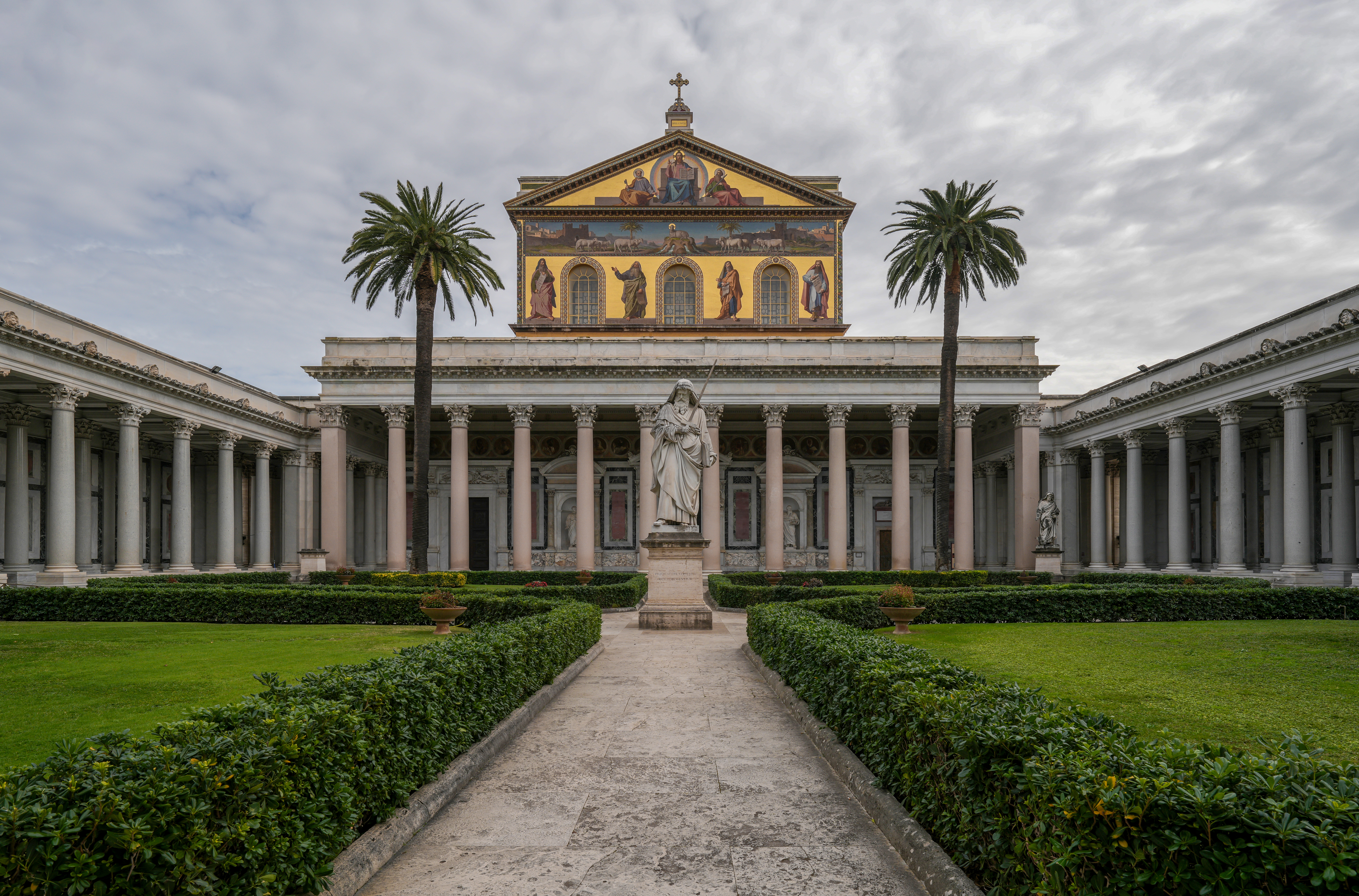
Saint-Paul-hors-les-murs.
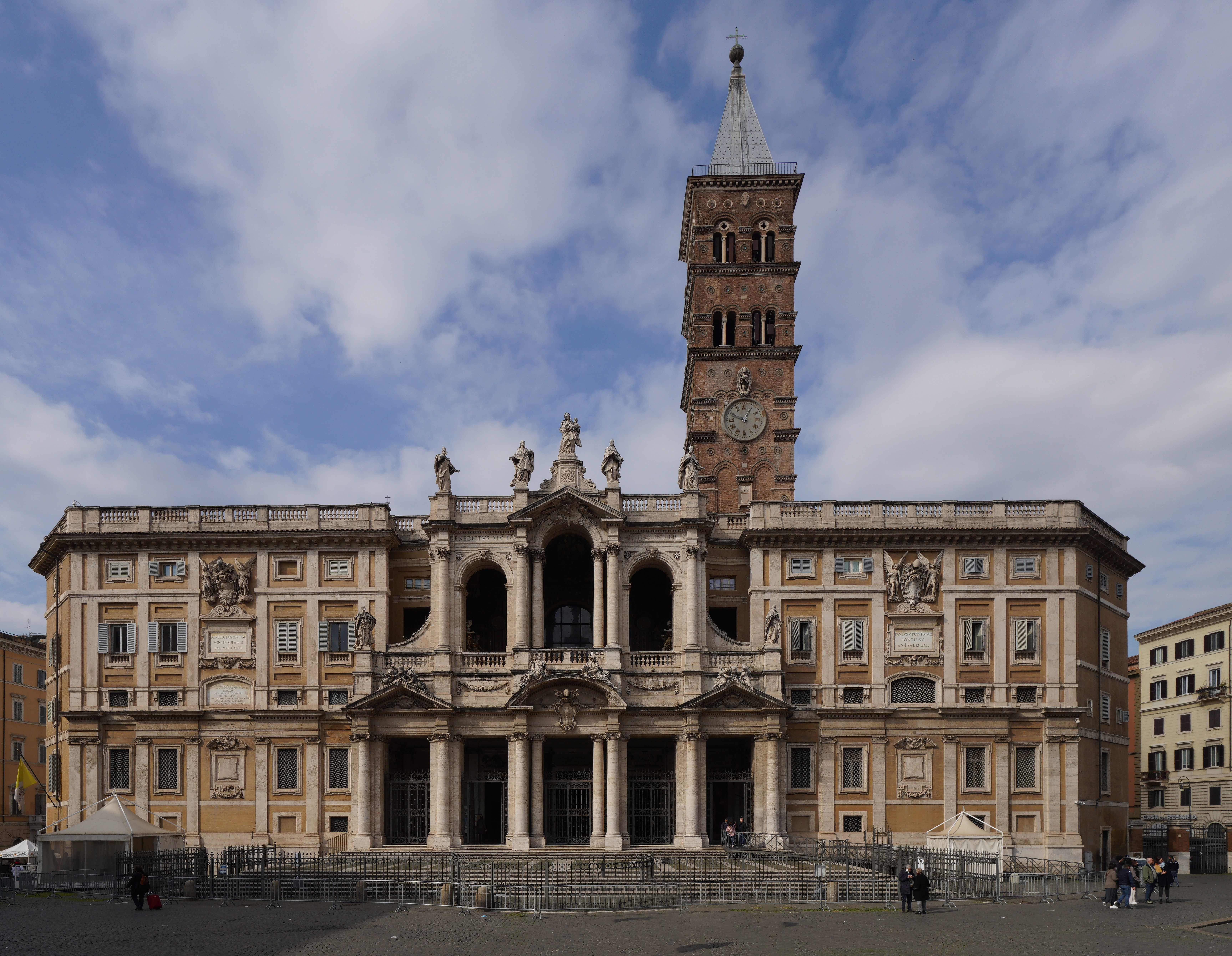
Sainte-Marie-Majeure.

## Histoire
Le concept de basilique majeure est né en l'an 1300, année où le pape Boniface VIII promulgua la bulle d'indiction Antiquorum habet fida relatio. Il y institua l'Année sainte et précisa les conditions de l'indulgence, parmi lesquelles la visite de deux basiliques de Rome, Saint-Pierre du Vatican et Saint-Paul-hors-les-murs, lieux de sépultures respectives des apôtres saint Pierre et saint Paul.
Lors du deuxième jubilé en 1350, Clément VI ajouta une troisième basilique majeure, Saint-Jean-de-Latran, cathédrale de Rome, qui porte le titre de omnium urbis et orbis ecclesiarum mater et caput, qui signifie en français : mère et tête de toutes les églises de la ville et du monde.
Enfin, une quatrième fut adjointe lors du troisième jubilé présidé par Boniface IX en 1390 : Sainte-Marie-Majeure.